# Idaea argophylla
Idaea argophylla är en fjärilsart som beskrevs av Turner 1922. Idaea argophylla ingår i släktet Idaea och familjen mätare. Inga underarter finns listade i Catalogue of Life.